# Parafia Matki Bożej Nieustającej Pomocy w Zajezierzu
Parafia Matki Bożej Nieustającej Pomocy – rzymskokatolicka parafia w Zajezierzu, należąca do dekanat czarnoleskiego w diecezji radomskiej.

## Historia
Kaplica dojazdowa obsługiwana przez ks. Józefa Suligowskiego, wikariusza z Opactwa urządzona została tu w 1956. Od 1957 istniała tu ekspozytura parafialna. Samodzielna parafia została zaś erygowana 1 czerwca 1977 przez bp. Piotra Gołębiowskiego. Kościół pw. MB Nieustającej Pomocy zbudowano w latach 1957–1979 staraniem ks. Kazimierza Kończyka i ks. Zdzisława Chrapka. Poświęcono go w 1979. Kościół został przerobiony systemem gospodarczym z budynku dawnych koszar wojskowych. Jest budowlą wzniesioną z cegły.

## Proboszczowie
- 1959–1972 – ks. Kazimierz Kończyk
- 1972–1997 – ks. Zdzisław Chrapek
- 1997–2019 – ks. kan. Piotr Firlej
- od 2019 – ks. Artur Woźniak

## Zasięg parafii
Do parafii należą wierni z miejscowości: Fort Borek, Głusiec, Wólka Wojcieszkowska, Występ, Zajezierze.